# Megalithone megacerca
Megalithone megacerca là một loài côn trùng trong họ Ithonidae thuộc bộ Neuroptera. Loài này được Tillyard miêu tả năm 1919.